# Bergnersreuth
Bergnersreuth ist ein Gemeindeteil der Stadt Arzberg im Landkreis Wunsiedel im Fichtelgebirge (Oberfranken, Bayern).
Das Dorf Bergnersreuth liegt an der Staatsstraße 2176 zwischen Arzberg und Thiersheim. Eine Nebenstraße führt nach Sandmühle.
Im Spätmittelalter gehörte der Ort teilweise zur Vogtländischen Ritterschaft mit Sitz in Röthenbach.
Die Baudenkmäler in Bergnersreuth sind ein am Ortseingang in Richtung Arzberg stehendes Steinkreuz und ein Kilometerstein. Außerdem steht der Bauernhof in der Wunsiedler Straße 12 unter Denkmalschutz, es handelt sich um ein Wohnstallhaus mit Walmdach und Lisenengliederung. Der Bauernhof ist Teil des Gerätemuseums Bergnersreuth.